# Pomalé klávesy
Pomalé klávesy je jedna z funkcí usnadnění přístupu v počítači. Pomalé klávesy umožňují uživateli určit dobu, po kterou musí uživatel stisknout a podržet klávesu, než systém přijme stisknutí klávesy. Znamená to, že uživatel musí každou klávesu chvíli podržet stisknutou, než se objeví to, co potřebuje napsat. To umožňuje psaní handicapovaným, nebo při psaní nechtěně uživatel stiskne několik kláves naráz. V této funkci lze i ozvučit klávesy; uživatel stiskne klávesu, vydá zvuk, a během té doby může uživatel zkontrolovat, jestli je to správná klávesa. Klávesa může být přijata, nebo ne, protože uživatel je nedržel dostatečně dlouho.